# Sedi
Sedi (kinesiska: 色地乡, 色地) är en socken i Kina. Den ligger i provinsen Sichuan, i den sydvästra delen av landet, omkring 280 kilometer norr om provinshuvudstaden Chengdu. Antalet invånare är 5 831. Befolkningen består av 2 961 kvinnor och 2 870 män. Barn under 15 år utgör 25,0 %, vuxna 15-64 år 67 %, och äldre över 65 år 6,0 %.
Genomsnittlig årsnederbörd är 1 063 millimeter. Den regnigaste månaden är juli, med i genomsnitt 203 mm nederbörd, och den torraste är december, med 5 mm nederbörd.